# In Qontrol
In Qontrol var en nederländsk musikfestival som organiserades årligen mellan 2004 och 2010 av Q-dance på mässkomplexet RAI i Amsterdam. Musiken som spelades var inom genrerna trance, house, hardstyle, jumpstyle och hardcore techno.
När den nederländska momsen på biljetter höjdes från 6 % till 19 % bestämde Q-dance att lägga ner festivalen.
På festivalen har artister som DJ Dana, DJ Darkraver, Endymion, Evil Activities, Frontliner, Headhunterz, DJ Isaac, DJ Luna, Noisecontrollers, DJ Pavo, The Prophet, Technoboy, Yves Deruyter och Zany spelat.

## Fester
| År   | Datum    | Officiell hymn                                   |
| ---- | -------- | ------------------------------------------------ |
| 2004 | 10 april | Loop Hole (Sa.Vee.Oh)                            |
| 2005 | 19 mars  | The Answer (Tommy Pulse)                         |
| 2006 | 15 april | Flash Forward (Thalamus)                         |
| 2007 | 14 april | Sound Expander (Pila & The Scientist vs A*S*Y*S) |
| 2008 | 19 april | The Last City on Earth (Donkey Rollers)          |
| 2009 | 25 april | Ctrl.Alt.Del (Noisecontrollers)                  |
| 2010 | 17 april | Save.Exit.Planet (Frontliner)                    |